# Amma (isten)
Amma a legfőbb teremtő isten a nyugat-afrikai dogonok hitvallásában. Amma kezdetben tojás alakú volt. A tojás négy részre volt osztva, amik a földet, a levegőt, a tüzet és a vizet jelképezték; egyúttal meghatározták a négy fő irányt is.
Amma megteremtette a Napot úgy, hogy agyagból megformázta, kiégette és vörösréz csíkkal nyolcszor körbetekerte. Hasonlóképpen teremtette a Holdat is, de ehhez sárgaréz csíkot használt.
A négereket napfényből teremtette, a fehéreket holdfényből. A dogonok teremtésmítosza szerint Amma égisten párosodott a földistennővel, viszont csak egy tökéletlen utódot, egy sivatagi rókát vagy sakált hozott létre, ezért az istennő klitoriszát (ami egy óriási termeszdomb volt) körülmetélte. A földet elhagyva bevezette a női körülmetélést. Eső formájában újra teherbe ejtette a föld istennőjét, ekkor létrejöttek a növények, majd megszületett az emberiség. A dogon vallásban központi szerepet játszik a kettősség, az égi erők is kettős jellegűek: a legfőbb isten, Amma egyszerre rendelkezik férfias és nőies vonásokkal (androgün). Az ikrek születését a dogonoknál különleges vallási szertartással ünneplik, mivel az ikrek a teremtés kettős szerkezetére, valamint a föld és az ég között fennálló egyensúlyra utalnak.

## Az ikrek teremtésmítosza
Amikor Amma először akarta megteremteni a Földet, kudarcot vallott. Majd másodszorra egy magot ültetett saját magába, amiből két méhlepény alakult ki. A dogon vallás kulcsfigurái az ikrek, Nummó (vagy más néven Ogo) és Nommó, akiket néha istenségeknek tekintenek. Ezek hermafrodita vízi lények, a nyugat-afrikai vodunban a vízistenségekhez (to-vodun) hasonlóan emberi testtel és halfarokkal ábrázolják őket. Ogo kiszabadult a méhlepényből és meg akarta teremteni a saját univerzumát, de nem sikerült neki. Amma felhasználta Ogo méhlepényének darabját, hogy létrehozza a Földet. Amma megölte Ogo ikertestvérét, Nommót, és testrészeit szétszórta a világban, hogy ezzel rendet vigyen bele. Majd összeszedte a testrészeket és visszahozta Nommót az életbe. Visszatérése után Nommó négy ikerpárt nemzett, amelyek közül az egyik pár szembeszegült az Amma által felállított renddel. A rend helyreállítása érdekében Amma feláldozott egy másik teremtményt, amelynek testét feldarabolta és szétszórta a teremtésben. Minden olyan helyen, ahol a test egy darabja a földre esett, szentélyt kellett építeni Amma tiszteletére. Nommó négy szellemet hozott létre, akik később a dogonok ősei lettek. Amma elküldte egy bárkában Nommót és a szellemeket a Földre, hogy benépesítsék azt.
Amma isten kultusza - mint az egész dogon vallás - szorosan kötődik a Bandiagara-sziklához, ahol a dogonok élnek. Amma kultuszát földrajzilag ez a szikla határozza meg, máshol nem gyakorolják. A Bandiagara-szikla egy körülbelül 150 km hosszú, helyenként 500 m magasságot is elérő homokkő domborzati képződmény. A dogonok a szikla felső és alsó peremén épített vályogfalvakban, a fal különböző magasságú részein, továbbá a szikla alatt elszórtan elhelyezkedő falvakban és a sziklában található barlangokban élnek. A falvak építészete és a házak díszítései vallási témájúak A hogon, a falu szellemi vezetőjének lakhelye köré összpontosító elrendezés egész Afrikában egyedülálló. A dogonok nyelve bizonytalan rokonságot mutat a niger-kongói nyelvcsalád gur nyelveivel, de számos sajátos jellemvonása miatt jelentősen eltér azok többségétől.